# エミール・オットー・グルントマン
エミール・オットー・グルントマン（Emil Otto Grundmann、1844年10月4日 - 1890年8月27日）はドイツの画家である。ボストン美術館の付属美術学校(School of the Museum of Fine Arts)の初代校長を務め、アメリカにおける印象派の画家たちを育てた。

## 略歴
マイセンで生まれた。1861年から1861年までドレスデンの美術学校でユリウス・ヒュブナー(Julius Hübner)に学んだ後、アントウェルペンの王立美術アカデミーでヘンドリク・レイス (Hendrik Leys)に学んだ 。1873年から1876年まではデュッセルドルフで活動した 。
1876年に設立されたボストン美術館の創立メンバーの一人のアメリカ人画家、フランシス・デーヴィス・ミレーと、アントウェルペンのアカデミーで友人になっていて、ミレーの推薦で、美術館の付属美術学校の初代の校長に選ばれた。ボストンに移り、1889年まで学生を教え、グルントマンから学んだ学生たちは、ボストンで活動した画家のジョセフ・デキャンプらとともに「ボストン派」と呼ばれることになった。
多くの芸術家にヨーロッパの美術の動向を教えた。グルントマンの教えた学生にはエドモンド・チャールズ・ターベル(1862-1938)、エドワード・クラーク・ポッター(彫刻家:1857-1923)、ロバート・ルイス・リード(1862-1929)、アーネスト・フェノロサ(1853-1908)、フランク・ウェストン・ベンソン(1862-1951)、チャールズ・ヘンリー・ターナー(1848-1908)といった芸術家がいた。
1890年にドレスデンで死去した。

## 作品

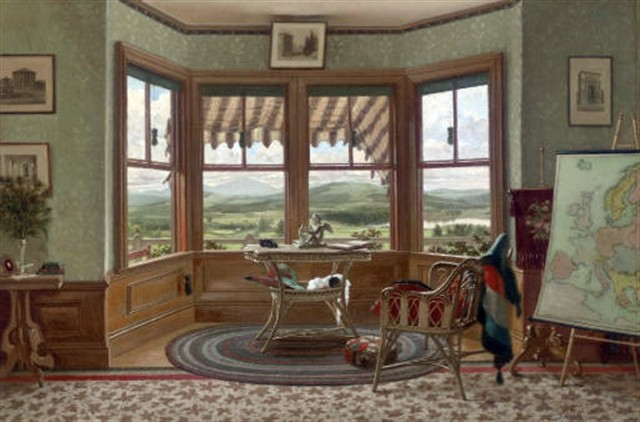
New Hampshire's Franconia mountain,(1878)
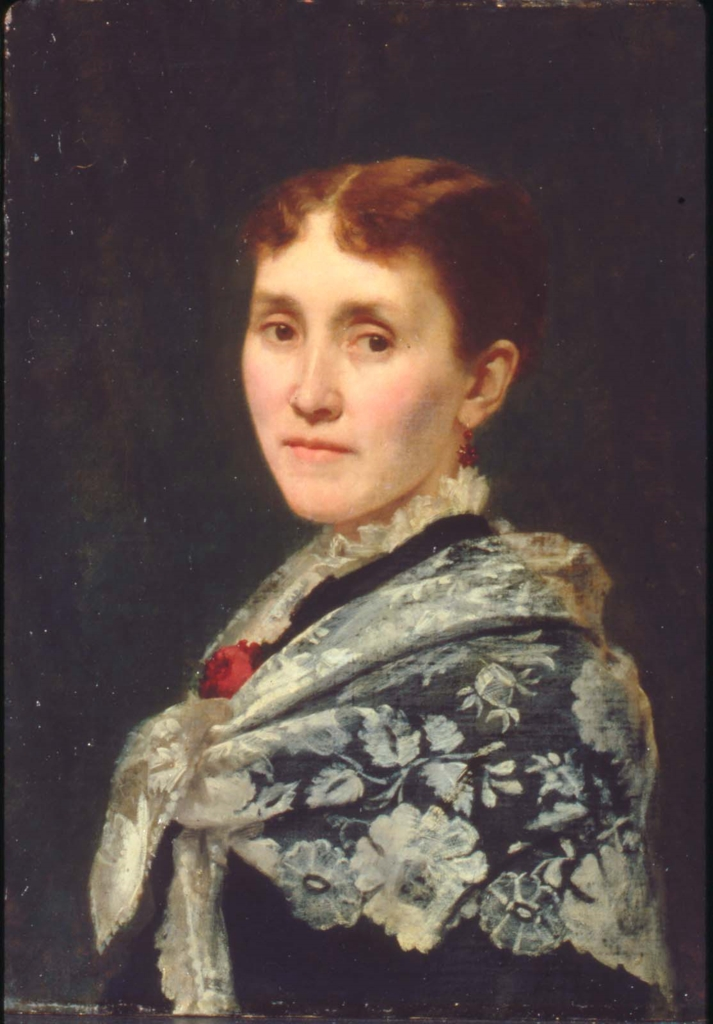
Mrs. H. D. Chapin(1878)
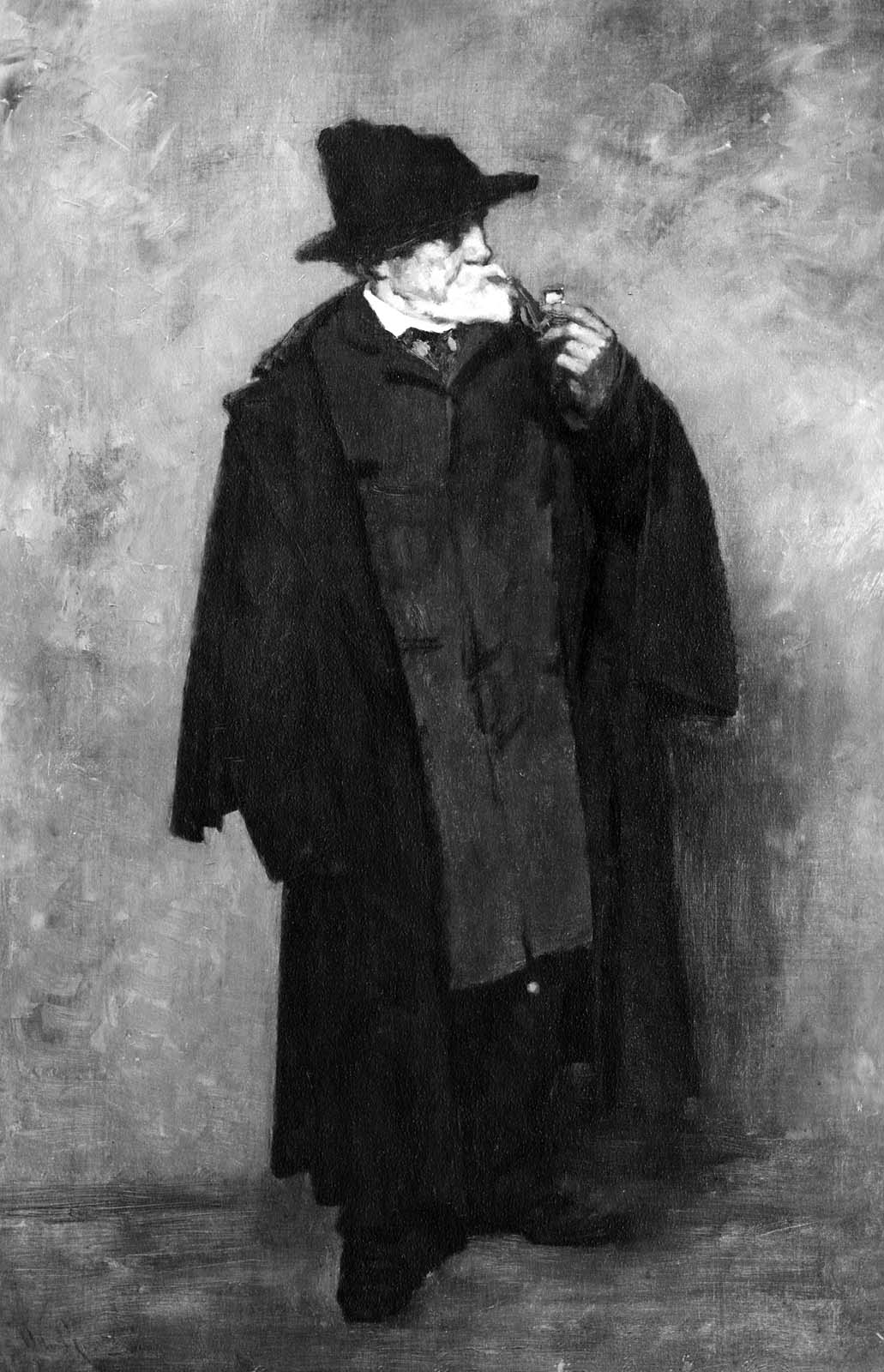
Union Army Veteran